# Ringo (Itzy-album)
Ringo är det första japanska studioalbumet av den sydkoreanska tjejgruppen Itzy, och deras andra studioalbum totalt. Albumet gavs ut den 18 oktober 2023 av Warner Music Japan. Inledd av huvudsingeln med samma namn innehåller albumet 11 spår, däribland singlarna "Voltage" och "Blah Blah Blah" samt de japanska versionerna av "Sneakers", "Cheshire" och "Trust Me (Midzy)". Albumtiteln är det japanska ordet för "äpple".

## Bakgrund
När Itzy uppträdde i Japan under sin Checkmate World Tour, i februari 2023, avslöjade gruppen sina planer kring det första japanska fullängdsalbumet. Den 7 augusti 2023 tillkännagavs albumet officiellt av JYP Entertainment.

## Musik och texter
Albumet inleds med huvudsingeln "Ringo", vilken är inspirerad av sagor. Den förmedlar ett budskap om att "kartlägga sin väg, istället för att följa efter de sagor som redan skrivits".
På Ringo återfinns poprocksingeln "Voltage" som spår fem, följt av "Spice". "Blah Blah Blah", en låt som karakteriseras av en rytmisk rap och en "beroendeframkallande" syntmelodi, var också en tidigare utgiven låt, såväl som "Can't Tie Me Down". Albumet avslutas med de återinspelade japanska versionerna av tre äldre Itzy-låtar: electropoplåten "Sneakers", danspoplåten "Cheshire" samt "Trust Me (Midzy)", som är tillägnad gruppens fans.

## Utgivning
Ringo gavs ut i åtta olika fysiska format, samtliga inkluderade en CD. Albumet hade två limited edition-variationer där en av dem innehöll en DVD och den andra tio samlarkort.

## Låtlista
| Nr           | Titel                               | Text                                    | Musik                                                                       | Arrangemang            | Längd |
| ------------ | ----------------------------------- | --------------------------------------- | --------------------------------------------------------------------------- | ---------------------- | ----- |
| 1.           | Ringo                               | Seo Yong-won (153/Joombas) Yu-ki Kokubo | JJean Scott Russell Stoddart                                                | Stoddart               | 3:29  |
| 2.           | Sugar-holic                         | Kaz Kuwamura Yhel                       | Kass Ciara Muscat Tim Tan                                                   |                        | 3:03  |
| 3.           | Playlist                            | Mio Jorokuhji                           | Avenue 52 Gabe Lopez JJean Justin Reinstein                                 |                        | 3:44  |
| 4.           | Style                               | Kentz                                   | Nermin Harambašić Benjamin Sahba Sverre Sunde Adrian Thesen Anne Judith Wik |                        | 3:03  |
| 5.           | Voltage                             | Mayu Wakisaka                           | Selah Charlotte Wilson Frankie Day Ayushy The Hub 88                        | Selah                  | 3:41  |
| 6.           | Spice                               | D&H                                     | Kobee Holy M                                                                | Kobee Holy M           | 3:41  |
| 7.           | Blah Blah Blah                      | Mio Jorakuji                            | Sim Eunjee Minyoung Lee (EastWest) Yeul (1by1)                              | Eunjee Lee Yeul (1by1) | 3:06  |
| 8.           | Can't Tie Me Down                   | Yo-Hei                                  | Selah Awry (The Hub) Ayushy The Hub 88 (The Hub)                            | Selah                  | 3:05  |
| 9.           | Sneakers (Japanese version)         | Friday Ogi Jessica Pierpoint Yohei      | Pierpoint Didrik Thott Sebastian Thott                                      |                        | 3:01  |
| 10.          | Cheshire (Japanese version)         | Hwang Sumin Jeong Hari Wakisaka         | Muscat J.A.R. JJean Josefin Glenmark Reinstein Tan                          |                        | 3:03  |
| 11.          | Trust Me (Midzy) (Japanese version) | MosPick Young Chance Wakisaka           | MosPick Young Chance                                                        | MosPick                | 3:41  |
| Total längd: | Total längd:                        | Total längd:                            | Total längd:                                                                | Total längd:           | 36:09 |

| 1. | "Ringo" Music Video Making Movie                     |  |
| 2. | "Ringo" Jacket Shooting Making Movie                 |  |
| 3. | Documentary of Itzy Japan Debut Showcase "It'z Itzy" |  |

## Listplaceringar
| Lista (2023)                       | Högsta placering |
| ---------------------------------- | ---------------- |
| Japan (Oricon)                     | 7                |
| Japan Combined Albums (Oricon)     | 7                |
| Japan Hot Albums (Billboard Japan) | 5                |